# Comitato per la protezione dei giornalisti
Il Comitato per la protezione dei giornalisti (in inglese Committee to Protect Journalists, acronimo CPJ) è un'organizzazione indipendente e non a scopo di lucro, con sede a New York. Scopo dell'associazione è difendere la libertà di stampa e i diritti dei giornalisti in tutto il mondo.
L'associazione fu fondata nel 1981 da un gruppo di corrispondenti statunitensi, in risposta a vari tentativi di persecuzione subiti.
È membro fondatore dell'International Freedom of Expression Exchange.